# Takefusa Kubo
Takefusa Kubo (japonsky 久保 建英, * 4. června 2001 Kawasaki) je japonský profesionální fotbalista, který hraje na pozici křídelníka za španělský klub Real Sociedad a za japonský národní tým.

## Klubová kariéra

### Real Madrid
S kariérou Kubo začal v japonském klubu FC Tokio. V roce 2019 přestoupil do španělského klubu Real Madrid.
Kubo v A-týmu Realu Madrid neprorazil. Japonský křídelník místo toho putoval po hostováních. Postupně si ho vypůjčily Mallorca, Villarreal, Getafe a následně znovu Mallorca.

### Real Sociedad
V létě 2022 jej získal Real Sociedad, baskický celek s asijským fotbalistou podepsal pětiletý kontrakt. Real Madrid prodal jenom polovinu z práv na Kuba, klub ze San Sebastianu za tento podíl zaplatil šest a půl milionu eur.

## Reprezentační kariéra
Jeho debut za A-mužstvo Japonska proběhl v zápase proti Salvadoru 9. června 2019. Kubo odehrál za japonský národní tým celkem 18 reprezentačních utkání.

## Statistiky
| Japonsko | Japonsko | Japonsko |
| Roky     | Záp.     | Góly     |
| -------- | -------- | -------- |
| 2019     | 7        | 0        |
| 2020     | 4        | 0        |
| 2021     | 2        | 0        |
| 2022     | 5        | 1        |
| Celkem   | 18       | 1        |